# Cantón de Wintzenheim
El cantón de Wintzenheim (en francés canton de Wintzenheim) es una división administrativa francesa, situada en el departamento de Alto Rin, de la región del Gran Este. La cabecera (bureau centralisateur en francés) está en Wintzenheim.

## Historia
Al aplicar el decreto nº 2014-207 del 21 de febrero de 2014 sufrió una redistribución comunal con cambios en los límites territoriales y en el número de comunas, pasando éstas de 10 a 35.
Con la aplicación de dicho decreto, que entró en vigor el 2 de abril de 2015, después de las primeras elecciones departamentales posteriores a la publicación de dicho decreto, los cantones de Alto Rin pasaron de 31 a 17.

## Composición
El cantón agrupa 35 comunas: Breitenbach-Haut-Rhin, Eguisheim, Eschbach-au-Val, Griesbach-au-Val, Gueberschwihr, Gundolsheim, Gunsbach, Hattstatt, Herrlisheim-près-Colmar, Hohrod, Husseren-les-Châteaux, Luttenbach-près-Munster, Metzeral, Mittlach, Muhlbach-sur-Munster, Munster, Niedermorschwihr, Obermorschwihr, Osenbach, Pfaffenheim, Rouffach, Sondernach, Soultzbach-les-Bains, Soultzeren, Soultzmatt, Stosswihr, Turckheim, Vœgtlinshoffen, Walbach, Wasserbourg, Westhalten, Wettolsheim, Wihr-au-Val, Wintzenheim y Zimmerbach.